# John Twiggs
John Twiggs (* 5. Juni 1750 in Province of Maryland; † 29. März 1816 in Georgia) war ein amerikanischer Offizier in Georgias Miliz während des Amerikanischen Unabhängigkeitskrieges, Richter und Politiker.

## Werdegang
Twiggs' Familie zog nach seiner Geburt nach St. George’s Parish in Georgia. Dort heiratete er Ruth Emanuel, die Schwester von David Emanuel, der in seiner Einheit diente und später Gouverneur von Georgia wurde. Das Paar hatte sechs gemeinsame Kinder, von denen David Emanuel Twiggs General während des Amerikanischen Bürgerkrieges war. Ein anderer Sohn war der USMC Major Levi Twiggs. Ein Urenkel von General John Twiggs war USMC Generalmajor John Twiggs Meyer, Träger der Marine Corps Brevet Medal.
Twiggs diente als Lieutenant in einer Milizkompanie, welche in St. Paul’s Parish (gegenwärtig Richmond County, Georgia) aufgestellt wurde. Am 3. Juni 1774 wurde er zum Captain ernannt. Er führte während des Unabhängigkeitskrieges eine Kompanie unter dem Kommando von Colonel Samuel Jack. Später wurde Twiggs zum Colonel befördert, am 18. August 1781 zum Brigadegeneral und letztendlich am 8. September 1791 zum Generalmajor. Twiggs wurde bei einer Schlacht in Camden, South Carolina verwundet. Ferne blieb er nach Kriegsende weiter in der Miliz tätig.
Er war Mitglied in der Kommission, die den Sitz für die University of Georgia in Athens bestimmte, war deren Kurator und schaffte Geld heran für den Bau der ersten UGA Kapelle auf dem Campus. Ferner war er 1782 Friedensrichter für den Burke County (Georgia) und 1791 Mitglied im Senat von Georgia für den Richmond County.
Durch eine Reihe von Landkäufen konnte Twiggs die Good Hope Plantage aufbauen, welche sich durch von Richmond County nach Aiken County, South Carolina erstreckt. Er verstarb 1816 auf seiner Plantage und wurde auch dort beigesetzt.
Nach ihm ist Twiggs County in Georgia benannt.